# 新稚穆子
新稚穆子（？—？），嬴姓，新稚氏，名狗，又称赵狗，谥穆，战国时期晋国大夫。
赵襄子派新稚穆子去讨伐狄人，攻取了左人、中人二地，传递消息的遽人来报告此事，赵襄子正准备吃饭，将饭捏成团，脸上露出恐惧的神色。侍者说：“新稚狗获胜的事够大了，而主上的脸色却不高兴，这是为什么呢？”赵襄子回答说：“我听说：德行不纯粹的时候福禄一起降临，这叫做侥幸。侥幸不是福，没有德行担当不起和睦快乐，和睦快乐不是靠侥幸而得到的，我因此感到恐惧。”